# August Friedrich von Itzenplitz
August Friedrich von Itzenplitz (ur. w kwietniu 1693; zm. 25 września 1759 w Szczecinie) - pruski generał, kawaler Orderu Czarnego Orła i Pour le Mérite, uczestnik wojny siedmioletniej, ranny podczas bitwy pod Kunowicami, przez Kostrzyn nad Odrą dotarł do Szczecina; wskutek poniesionych ran umarł 6 tygodniu później.

## Rodzina
Jego rodzicami byli Balthasar Friedrich von Itzenplitz i jego pierwsza żona Katharina Sophie von Itzenplitz auf Grieben und Jerchel. Jego młodszym bratem bliźniakiem był gen. Joachim Christian Friedrich von Itzenplitz.
5 września 1739 poślubił Charlottę Sophię von Viereck (zm. 1770), córkę ministra finansów Adama Ottona von Vierecka. Z potomstwa pary przeżyło dwoje - jeden syn i jedna córka:
- Friedrich Wilhelm Gottfried (ur. 23 sierpnia 1740; zm. 1772),
- Charlotte Amalie Elisabeth (ur. 9 września 1742; zm. 1801), jej mężem został Johann Christoph von Woellner (1732–1800).